# Хмелев, Анатолий Алексеевич
Анатолий Алексеевич Хмелев (23 ноября 1937, Тарский район, Омская область — 11 ноября 2001, Москва) — заслуженный тренер СССР, заслуженный тренер России.

## Биография
Родился 23 ноября 1937 года в Тарском районе Омской области.
Получил образование в Омском ГИФКе.
В 1962 году стал победителем Первенства Вооруженных Сил СССР по борьбе самбо.
Начал трудовую деятельность тренером в городе Омске. Организовал работу спортивных школ по борьбе самбо.
Тренировал Н. Данилова, Владимира Кливоденко, которые завоевывали титул чемпионов мира, а также чемпиона Европы по самбо А. Хоша и чемпиона Европы по дзюдо Евгения Погорелова. В Волгограде организовал центр для развития борьбы самбо.
Владимир Зарипзянович Шестаков называл Анатолия Хмелева своим наставником.
Во второй половине 1970-х годов Анатолий Хмелев переехал в Москву для работы главным тренером ЦС «Динамо». Он повлиял на развитие и формирование таких спортсменов, как Григорий Веричев, Николай Солодухин, Александр Яцкевич, Валерий Девисенко, Виталий Песняк. Анатолий Хмелев помог Виталию Песняку — он позволил спортсмену показать свои способности, так Виталий Песняк попал на юниорское первенство Европы и выиграл его.
Работал в Федерации дзюдо России тренером по резерву.
Умер 11 ноября 2001 года. Похоронен на Троекуровском кладбище.
С 2002 года в городе Омске проводится всероссийский турнир памяти Анатолия Алексеевича Хмелева.

## Награды и звания
- Орден «Знак Почёта»[7].